# Sylvain Roux
Pour les articles homonymes, voir Roux.
Sylvain Roux, né à l'Île de France (Maurice) le 5 juin 1765 et mort le 2 avril 1823 à Sainte-Marie de Madagascar, est un explorateur et administrateur français du XIXe siècle.

## Biographie
Nommé Commandant des Établissements français de Madagascar, envoyé le 7 juillet 1807 avec Marie-Étienne Peltier, par Charles-Mathieu-Isidore Decaen, Roux reprend possession de l'île Sainte-Marie de Madagascar (Nosy Boraha) et de la baie adjacente de Tintingue le 15 octobre 1818 et le 4 novembre 1818,. Les deux hommes vont s'opposer. Peltier conteste avec d'autres traitants les arrêtés de Decaen et signe des pétitions.
Il établit ainsi des comptoirs sur la côte de Madagascar mais le roi des Hovas Radama Ier les détruit en 1829.
Sylvain Roux meurt d'une fièvre le 2 avril 1823. Bertrand Hercule Blevec lui succède.